# 吉成名高
吉成名高（2001年1月8日—）泰拳选手兼踢拳教练，2018年12月9日夺得迦南隆拳场迷你蝇量级（约47公斤）冠军。